# Gaetano Errico
Gaetano Errico (Secondigliano, 19 ottobre 1791 – Secondigliano, 29 ottobre 1860) è stato un presbitero italiano, fondatore della congregazione dei Missionari dei Sacri Cuori di Gesù e Maria (1833). Beatificato da papa Giovanni Paolo II nel 2002, è stato proclamato santo da papa Benedetto XVI nel 2008.

## Biografia
Gaetano Errico era figlio di Pasquale, un pastaio, e Maria Marseglia, una tessitrice. Oltre a Gaetano Errico, che era il secondo figlio della coppia, i due avevano altri otto figli, quattro maschi e quattro femmine. Negli anni della sua infanzia, aiuta il padre nella sua fabbrica di maccheroni, frequenta costantemente la parrocchia dei Santi Cosma e Damiano e fin da quell'età, cerca di aiutare i poveri come può.
Diventa sacerdote il 23 settembre 1815, quando viene ordinato dal cardinale Luigi Ruffo Scilla nella Basilica di Santa Restituta. Nel 1816 diviene parroco della Chiesa dei Santi Cosma e Damiano a Secondigliano. Su richiesta del suo confessore, don Michelangelo Vitagliano, inizia a insegnare nella scuola comunale di Secondigliano, prima come supplente, poi come titolare dal 1819.
Nel giorno di Pentecoste del 1826, Gaetano Errico annuncia che farà costruire una chiesa da dedicare a Maria Addolorata, la Chiesa dell'Addolorata a Secondigliano. In seguito racconterà a don Vitagliano che la decisione sarebbe scaturita dalle indicazioni dategli, in più apparizioni, dall'allora beato Alfonso Maria de' Liguori. Ottenute le necessarie autorizzazioni, i lavori iniziano nel gennaio del 1828.
Terminata la costruzione, nel 1834 si reca da uno dei più grandi scultori di statue lignee di quel periodo, Francesco Verzella, e gli commissiona una statua dell'Addolorata con tre angeli. La statua sarà terminata soltanto nell'anno seguente in quanto don Gaetano sarà soddisfatto del volto della Madonna scolpito dal Verzella, solo dopo diciassette tentativi. La tradizione riporta che appena vide il diciassettesimo volto dell'Addolorata scolpito dall'artista, quasi arrossendo esclamò:" Così era!". Tutt'oggi è considerata una delle statue della Madonna più belle presenti a Napoli. La Vergine, in dimensione naturale, è seduta su una pietra ai piedi della croce senza Cristo, con dietro una lancia ed una spugna usate durante la passione del figlio. Il volto dell'Addolorata è di una bellezza indescrivibile, sofferente e rassegnato e il suo sguardo è fisso sulle sue mani poste sulle ginocchia con cui precedentemente, aveva stretto Gesù morto prima della sepoltura. Alla sua sinistra, c'è un angelo in dimensioni naturali, che cerca di consolarla, anche se lui stesso non riesce a fare a meno di piangere e alla sua destra, sono presenti due piccoli angioletti: uno che prega e uno che piange. Abbandonati ai piedi dell'Addolorata, è possibile vedere gli strumenti utilizzati durante la passione del figlio: la corona di spine, i chiodi, il martello e le tenaglie. La Madonna fa il suo ingresso in Secondigliano quello stesso anno e tutti i secondiglianesi che le vanno incontro per portarla processionalmente nella sua chiesa, nel vedere per la prima volta il suo volto, ne rimangono profondamente colpiti. Don Gaetano in quell'occasione, la presenta come la "mamma" di Secondigliano e invita tutti a pregarla con una confidenza illimitata, sicuri dell'immenso amore del suo cuore.
In seguito, proprio accanto alla Chiesa dell'Addolorata, fa costruire un edificio che fungerà da casa per i missionari di una nuova Congregazione, quella dei Sacri Cuori di Gesù e Maria. La Congregazione, fondata nel 1833, sarà approvata (agosto 1864) dalla Santa Sede solo dopo l'elezione al soglio pontificio di Pio IX. Pian piano sedi della Congregazione nasceranno in altre città d'Italia, poi, a partire dal XX secolo, dell'Asia, dell'Africa e dell'America.
In questi anni, sono numerosissimi i miracoli operati dall'Addolorata e da San Gaetano Errico, tra i più famosi ricordiamo la liberazione di Secondigliano dall'epidemia del colera, il ritrovamento di una bambina viva in fondo ad un pozzo dopo essersi smarrita tre giorni prima, la fermata della lava del Vesuvio durante l'eruzione del 1855 e numerosissime guarigioni e predizioni. Le sue attività principali sono la messa, gl'interi pomeriggi trascorsi nell'esercitare il sacramento della riconciliazione, il sostegno spirituale ai fedeli, dirigere l'attività missionaria, la predicazione e l'aiuto continuo a tutti i poveri che incontra per strada e che si recano da lui in cerca di assistenza. A questo proposito darà il via a una mensa per i poveri nel cortile della chiesa, che è in funzione ancora oggi. Nella sua stanza, è ancora possibile vedere sul pavimento, due fossette che si sono scavate con le sue ginocchia per le numerosissime ore notturne trascorse in ginocchio, davanti a una piccola porticina, che affacciava in chiesa, nel punto in cui si trovavano il Santissimo Sacramento e la statua dell'Addolorata.
Già venerato come un santo, 'o superiore, padre Gaetano Errico muore il 29 ottobre del 1860 per le conseguenze di una febbre viscerale, all'età di 69 anni.

## Il culto
Il 14 aprile 2002 papa Giovanni Paolo II lo ha proclamato beato.
Il 1º marzo 2008 papa Benedetto XVI, nel Concistoro tenuto in Vaticano, ha proclamato Gaetano Errico santo. La canonizzazione si è tenuta in Piazza San Pietro il 12 ottobre 2008.
La memoria liturgica ricorre il 29 ottobre.